# 邱绍芳
邱绍芳，中华人民共和国政治人物、外交官。
2008年，接替程文举，担任中华人民共和国驻塞拉利昂大使。2010年，由旷伟霖接任。
2011年至2013年，担任中国驻美国洛杉矶总领事馆总领事。